# Фридлант
Фридлант (чеш. Frýdlant) град је у Чешкој Републици. Град се налази у управној јединици Либеречки крај, у оквиру којег припада округу Либерец.

## Становништво
Према подацима о броју становника из 2014. године град је имао 7.591 становника.